# Jevstafij Jevstafjevič Udom
Jevstafij Jevstafjevič Udom (rusko Евстафий Евстафьевич Удом; nemško Gustav Udam), ruski general, * 1760, † 1836.
Bil je eden izmed pomembnejših generalov, ki so se borili med Napoleonovo invazijo na Rusijo; posledično je bil njegov portret dodan v Vojaško galerijo Zimskega dvorca.

## Življenje
2. julija 1771 je vstopil v Našeburški pehotni polk, s katerim se je udeležil bojev proti Poljski že istega leta. 29. junija 1776 je dosegel čin zastavnika in 25. decembra 1783 je bil premeščen v Sibirski grenadirski polk. Udeležil se je rusko-turške vojne 1787-91 in bojev s Poljaki v letih 1794 ter 1796; 14. septembra 1803 je bil povišan v polkovnika.
V letih 1804, 1805 in 1806 se je udeležil kampanj v okolici Črnega morja. 13. septembra 1806 je postal poveljnik 38. lovskega polka. Med vojno s Turki 1806-12 se je ponovno izkazal, tako da je bil 28. februarja 1811 povišan v generalmajorja. 
Udeležil se je patriotske vojne leta 1812 in nadaljnjih vojn s Francozi; 25. decembra 1815 je bil imenovan za poveljnika 9. pehotne divizije. Do leta 1818 je nato ostal, skupaj z okupacijskimi silami, v Franciji. Po vrnitvi v Rusijo je postal poveljnik 20. pehotne divizije. 17. septembra 1826 je bil odstranjen s poveljniškega položaja in podan na razpolago vojski. Med 20. julijem 1827 in 29. oktobrom 1828 je bil poveljnik Rige. 
12. decembra 1824 je bil povišan v generalporočnika. 22. decembra 1833 je bil zaradi bolezni upokojen.